# Adam Clayton
Adam Charles Clayton (* 13. března 1960 Chinnor, Oxfordshire, Velká Británie) je baskytarista irské hudební skupiny U2. Hrát na baskytaru začal v roce 1976 a stále ještě aktivně hraje. Clayton a U2 získaly řadu ocenění, například 22 cen Grammy, včetně těch, pro nejlepší rockové duo nebo album roku a píseň roku.

## Život

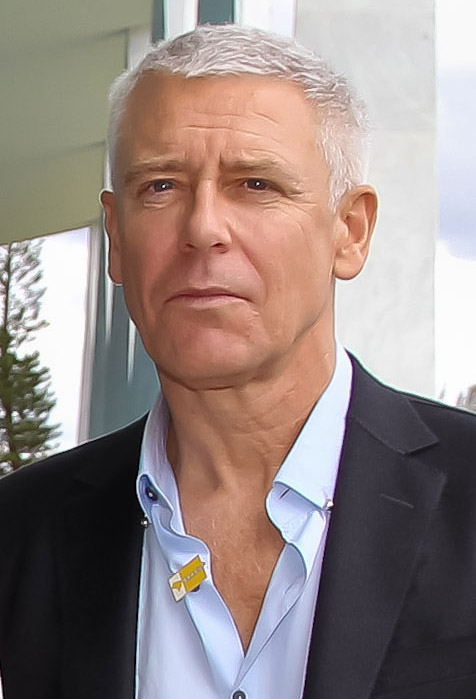
Adam v roce 2011, Brazílie

Adam Clayton se narodil jako starší dítě Briana a Jo Claytonových 13. března 1960 v Chinnor v Oxfordshire (Anglie). Jeho otec byl pilot RAF, ale později začal pilotovat osobní letadla. Jo Claytonová, matka Adama, pracovala načerno jako letuška. Když byli Adamovi 4 roky, jeho otec si našel práci v Keni jako pilot pro východoafrické aerolinie. Celá rodina se tedy přestěhovala do Nairobi, sám Adam Clayton popisuje toto období jako nejšťastnější z jeho dětství. V roce 1965 se rodina přestěhovala do Malahide v Irsku. Tam se později narodil Claytonův mladší bratr Sebastian a Adam zde poznal Evansovi a především jejích syna Davida, známého jako „The Edge“.Společně založili kapelu Feedback, ze které se nakonec stalo U2.
Jako osmiletý byl Adam Clayton poslán do internátní školy Castlepark v Dalkey. Školu prý nenáviděl, nebyl sportovně orientovaný, naopak měl zájem o hudbu. Na Castlepark ale studenti nesměli poslouchat pop hudbu nebo sledovat televizi. Výsledkem tohoto zákazu bylo, že Adam vstoupil do skupiny Gramphone, kde byla hlavním zaměřením klasická hudba. Začal brát lekce klavíru, ale v deseti letech začal poslouchat rockové kapely; Jesus Christ Superstar, Hair…
Clayton změnil školu, když mu bylo 13. Přesunul se na školu St Columba's College v Dublinu. Tam začal poslouchat tehdy moderní hudbu; The Beatles, The Who, Grateful Dead, Carole King a podobné. Také si koupil akustickou kytaru a začal se učit akordy a písně.
Basovou kytaru mu rodiče koupili ve věku 15 let. V té době opět změnil školu; přešel na Temple Comprehensive School v Dublinu. Tam se setkal s Paulem „Bono“ Hewsonem a Larrym Mullenem jr. S nimi, „The Edge“ a Dikem Evansem založil Adam kapelu, později se k nim ještě přidali přátelé Peter Martin a Ivan McCormick, ti ji ale brzy opustili. Jméno se měnilo několikrát, nejdříve The Hype, až později U2. Po přejmenování na U2 ale kapelu opustil Dik.
V roce 2010 oznámil, že se mu narodil syn. S jeho matkou ale již ve vztahu nebyl. 4. září 2013 se v Dublinu oženil se svojí přítelkyní Marianou Teixeira de Carvalho. 25. července 2017 pár oznámil, že se jim narodila dcera Alba.

## Používané baskytary
Hlavními basovými kytarami, které Clayton používal během celé své kariéry, jsou Fender Jazz Bass a Fender Precision Bass. V poslední době používá také basy Lakland, modely s podpisy Joe Osborna a Darryla Jonese. Používá zesilovače Ashdown a modrá trsátka Herdim, stejně jako jeho kolega The Edge.